# Пфордтен, Герман фон дер
Барон Герман фон дер Пфо́рдтен (нем. Hermann Freiherr von der Pfordten; 5 июля 1857, Мюнхен — 17 ноября 1933, Мюнхен) — немецкий музыковед. Второй сын барона Людвига фон дер Пфордтена, председателя Совета министров Баварии.
Окончил Мюнхенский университет, защитил диссертацию «О фессалийском диалекте» (лат. De dialecto Thessalica commentatio; 1879), в дальнейшем опубликовал ещё две монографии по классической филологии — «К истории греческих перфектных времён» (нем. Zur Geschichte des griechischen Perfectums; 1882) и «К истории греческих деноминативов» (нем. Zur Geschichte der griechischen Denominativa; 1886). Преподавал там же в Мюнхене, с 1906 г. профессор.
Научные интересы Пфордтена постепенно смещались в сторону музыки, переломной стала монография «Действие и слово в сценических произведениях Рихарда Вагнера» (нем. Handlung und Dichtung der Bühnenwerke Richard Wagners; 1893, 8-е издание 1922). Далее Пфордтен опубликовал книги о жизни и творчестве Людвига ван Бетховена (1907, 5-е издание 1929), Вольфганга Амадея Моцарта (1908, 3-е издание 1926), Карла Марии фон Вебера (1919), Роберта Шумана (1920), Роберта Франца (1923), а также книгу «Шуберт и немецкая песня» (нем. Schubert und das deutsche Lied; 1916, 3-е издание 1928), два тома «Музыкальных очерков» (нем. Musikalische Essays; 1897—1899) и обзорный труд «Немецкая музыка» (1917, 3-е издание 1922).